# Robert de Visée
Robert de Visée (1652 – 1730) foi um alaudista, guitarrista, teorbista, violista, e compositor barroco da corte.

## Biografia
Batizado a 16 de outubro de 1652 em La Flèche (França), Robert de Visée é o primeiro filho de Robert Visée, instrumentista e violista, e de Françoise Pingault. Perdeu os seus pais em 1662. Alguns anos mais tarde, Robert de Visée vem para Paris e casa-se com Catherine Servant a 29 de outubro de 1673.
Pouco se sabe sobre a formação de Robert de Visée: é por vezes apresentado como aluno do italiano Francesco Corbetta, guitarrista italiano que esteve várias vezes em Paris e a quem Robert de Visée dedicou um Tombeau publicado em 1682, mas nenhuma fonte documenta esta hipótese e Robert de Visée compôs também tombeaux em homenagem a outros músicos (Jacques Gallot, Charles Mouton e Pierre Dubut). 
Em 1709, tornou-se  músico da orquestra de câmara Luís XIV de Bourbon. Em 1719 tornou-se "Maestro de Guitarra do Rei" (Maître de Guitare du Roi).
Visée públicou dois livros com peças para guitarra barroca: Livre de guitare dédié au roi (Paris, 1682) e Livre de pièces pour la guitare (Paris, 1686).
Também compôs peças para teorba e alaúde (Pièces de Théorbe et de Luth. Mises en Partition, Dessus et Basse (Paris, 1716), manuscrito Vaudry de Saizenay)

## Trabalhos
Segue abaixo a lista completa dos trabalhos de Visée:
Livre de Guitarre, dédie au roi (1682):
- Suite № 1 em Lá Menor

Prélude Allemande Courante Sarabande Gigue Passacaille Gavotte Gavotte Bourrée
- Suite № 2 em Lá Maior

Allemande Courante Sarabande
- Suite № 3 em Ré Menor

Prélude Allemande Courante Courante Sarabande Sarabande Gigue Passacaille Gavotte Gavotte Menuet Rondeau Menuet Rondeau Bourrée
- Suite № 4 em Sol Menor

Prélude Allemande Courante Double de la Courante Sarabande Gigue Menuet Gavotte
- Suite № 5 em Sol Maior

Sarabande Sarabande Gigue
- Suite № 6 em Dó Menor

Prélude Tombeau de Mr. Francisque Corbet Courante Sarabande Sarabande en Rondeau Gavotte
- Suite № 7 em Dó Maior

Prélude Allemande Courante Sarabande Gigue, a la Maniere Angloise Gavotte Menuet
Chacone (Fá Maior)
- Suite № 8 em Sol Maior

Prélude (Accord Nouveau) Allemande Courante Sarabande Gigue Sarabande Chacone Gavotte Menuet Bourrée
Livre de Pieces pour la Guitarre (1686):
- Suite № 9 em Ré Menor

Prélude Allemande Courante Sarabande Gigue Gavotte Bourrée Menuet Passacaille Menuet
- Suite № 10 em Sol Menor

Prélude Allemande Courante Sarabande Gigue Menuet Chacone Gavotte Bourrée Menuet
- Sarabande (Lá Menor)
- Gigue (Lá Menor)
- Sarabande (Lá Maior)
- Menuet (Lá Maior)

Suite № 11 em Sí Menor
- Prélude Allemande Sarabande Gigue Passacaille

Suite № 12 em Mi Menor Sarabande Menuet Passacaille
- Menuet (Dó Maior)

Peças Manuscritas:
- Peças em Lá Menor

Prélude Allemande Villanelle (& Contrepartie)
- Peças em Lá Maior

Prélude Rondeau
- Peças em Dó Maior

Courante Gigue
- Peças em Ré Menor

Allemande “La Royalle” Sarabande Masquerade Gigue Gavotte Chacone
- Peças em Ré Maior

Sarabande Gavotte Chacone Gavotte Rondeau (& Contrepartie)
- Peças em Sol Menor

Prélude Prélude Allemande Sarabande Gavotte Gavotte en Rondeau Ouverture de la Grotte De Versaille (de Lully) Entrée d’Appollon (de Lully)
- Peças em Sol Maior

Allemande Courante Sarabande Gigue Gigue Musette (Rondeau)